# Catocala albomacula
Catocala albomacula là một loài bướm đêm trong họ Erebidae.